# Чимуренга (музыкальный жанр)
Чимуренга (англ. Chimurenga) — жанр популярной музыки Зимбабве, придуманный и популяризированный музыкантом Thomas Mapfumo. Слово «чимуренга» в переводе с шона означает «борьбу». Современное значение слова было расширено и теперь чимуренгой описывают борьбу за права человека и социальную справедливость. Thomas Mapfumo разработал новый жанр, основанный на традиционном звучании калимбы с использованием современных электрических инструментов, в сочетании с политическим и социальным содержанием песен. Чимуренга представляет собой современную электрифицированную версию традиционной музыки Шона (народа Зимбабве), которую помимо Mapfumo исполняют Jonas Sithole, Stella Chiweshe и прочие. Вторым по значимости в Зимбабве, после Mapfumo, является музыкант Oliver Mtukudzi, для описания музыки которого даже придумали отдельный термин «Tuku Music». About.com сообщает, что «Tuku Music» представляет собой сплав традиций Восточной Африки и современных жанров афро-попа — чимуренги и джита.